# Rue Ernest Discailles
Pour les articles homonymes, voir Discailles.
La rue Ernest Discailles (en néerlandais : Ernest Discaillesstraat) est une rue bruxelloise de la commune de Schaerbeek qui va de la rue Henri Bergé à la place de Houffalize.
La numérotation des habitations de cette courte rue, va de 1 à 19 pour le côté impair, et de 2 à 16 pour le côté pair.
Elle porte le nom d'un écrivain belge, Ernest Discailles, né à Tournai en 1837 et décédé à Bruxelles en 1914.